# Nichifor Robu

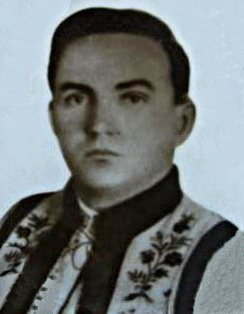
Omul politic bucovinean Nichifor Robu, deputat în mai multe legislaturi interbelice.

Nichifor Robu (n. 4 mai 1902 – d. 20 septembrie 1977, satul Volovăț, județul Suceava) a fost om politic român de extremă dreaptă din Bucovina, membru fondator și lider al organizațiilor naționaliste și antisemite Liga Apărării Național-Creștine (cuziștii) și Partidul Național Creștin.

## Biografie

### Politician de extremă dreaptă
S-a născut în Bucovina ocupată de Imperiul Austro-Ungar în anul 1902, ca fiu al lui Constantin și al Minodorei Robu. A urmat cursurile Școlii Normale din Cernăuți. În anul 1918, pe când era doar elev, Nichifor Robu a înălțat tricolorul românesc pe clădirea Teatrului din Cernăuți. După absolvirea cursurilor de la Școala Normală, a urmat Școala de ofițeri, devenind locotenent de vânători de munte. A lucrat ca învățător în Bucovina. A avut șapte copii.
În anul 1923 a devenit membru fondator al Ligii Apărării Național-Creștine (conduse de profesorul Alexandru C. Cuza), un partid politic de orientare naționalistă și antisemită. S-a remarcat ca un militant de frunte al acestui partid fiind ales la 1 iunie 1931 ca deputat de Rădăuți, în timpul guvernării Iorga-Argetoianu. Deoarece a fost ales în paralel și ca deputat de Cernăuți, a renunțat la postul de deputat de Rădăuți.
Venea în Parlament îmbrăcat în costum național și s-a făcut cunoscut prin manifestările sale violente, fiind folosit de Alexandru C. Cuza și Octavian Goga pentru a produce scandal în ședințele adunării legislative deoarece „era o namilă de om, lat în spate, cu față mare și grasă, cu pumni tari”. Astfel, Nicolae Iorga a scris în memoriile lui că după alegerile din 1931, Nichifor Robu l-a scos cu forța din sală pe deputatul comunist Lucrețiu Pătrășcanu. De asemenea, într-o ședință parlamentară din toamna anului 1936, după cum a scris Zaharia Stancu în cartea lui de memorii, Octavian Goga l-a stârnit pe Nichifor Robu să-l atace pe deputatul național-țărănist Ghiță Pop, fiind deranjat că acesta din urmă vocifera în timpul discursului său; Nichifor Robu a sărit la Ghiță Pop, l-a apucat de gât și l-a mușcat de o ureche, iar ambii deputați (agresorul și victima) au fost apoi evacuați din sală.
Nichifor Robu s-a remarcat, de asemenea, și ca oponent al legionarilor, aceștia afirmând că Robu a organizat trupe de bătăuși cuziști care să le spargă adunările. Legionarul Traian Puiu declară că trupele lui Robu i-au atacat cu prilejul unei adunări electorale a legionarilor din 1932: „Când și-au dat seama cuziștii că le cam fuge terenul de sub picioare au încercat să ne lovească. Nu numai Rădăuțiul, dar și celălalte județe până la Cernăuți, constituiau fieful politic al lui Nichifor Robu, învățător de profesie și deputat cuzist în toate legislaturile. Un tip robust, impulsiv, se credea îndreptățit ca să ne interzică el ceea ce legile ne permiteau. Odată, în orășelul Siret, ne-a zădărnicit adunarea. Venise cu automobilul și cu revolverul în mână, a dat peste masa pe care Profesorul Codreanu își ținea cuvântarea. Ordinul era categoric de a nu răspunde provocărilor lui. Și nu i-am răspuns. Ne-am retras într'o curte. Dar Robu nu s'a mulțumit numai cu atâta. Și-a organizat o bandă de «credincioși» și ne-a asediat. Ne-am apărat cât am putut. Mulți am fost loviți cu pietrele aruncate de aceștia. Cu greu ne-am putut stăpâni. Aveam și noi câteva pistoale. Dar nu am făcut uz de ele niciodată. Numai cu câteva petarde oarbe am respins pe atacanți”.
La data de 14 iulie 1935, LANC a fuzionat cu Partidul Național Agrar condus de poetul Octavian Goga, formându-se Partidul Național Creștin. Nichifor Robu a fost ales ca membru în conducerea Partidului Național Creștin. A îndeplinit funcția de deputat până la alegerile din 20 noiembrie 1937.
La 11 februarie 1938, regele Carol al II-lea al României a instaurat dictatura regală, abolind constituția din 1923 și impunând o nouă constituție prin care toate puterile erau concentrate în mâna regelui, iar parlamentul avea doar rolul de instituție auxiliară legislativă. Printr-un decret lege, toate partidele politice parlamentare au fost regrupate într-un Front al Renașterii Naționale, din care legionarii și comuniștii erau excluși. În aceste condiții, Nichifor Robu a renunțat la activitatea politică și s-a dedicat vieții de familie.

### Arestarea

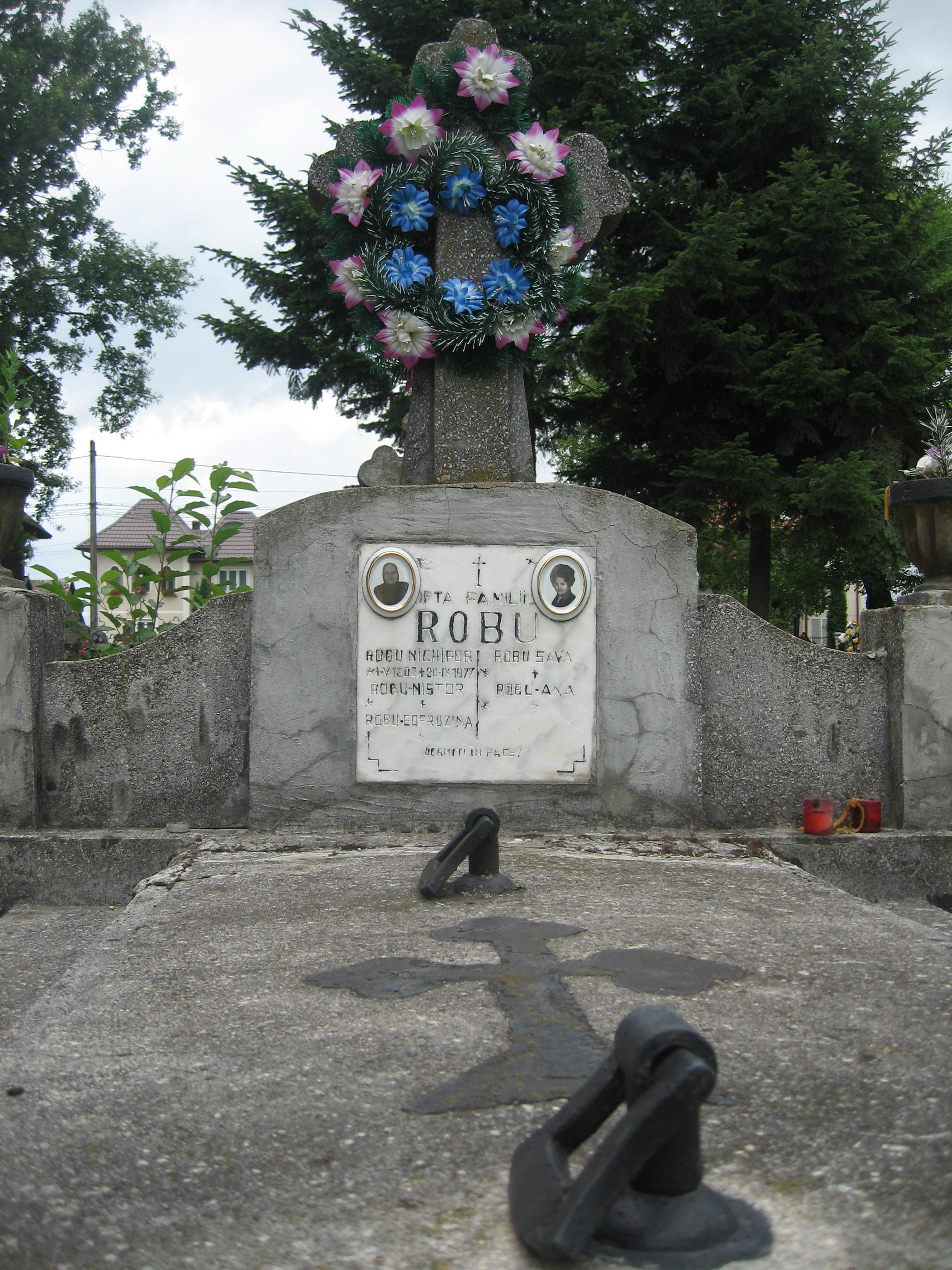
Mormântul omului politic Nichifor Robu, aflat în cimitirul din jurul Bisericii Înălţarea Sfintei Cruci din Volovăţ.

A fost arestat la Caracal în februarie 1945, fiind deținut până în martie 1946. După eliberare, a fost pus sub urmărire de regimul comunist instalat în România. Începând din aprilie 1947 a stat ascuns. În toamna anului 1947, Nichifor Robu a înființat alături de mai mulți foști politicieni cuziști (prof. univ. Istrate Micescu (1881-1951), diaconul Ion Popescu-Măzăceni, Nachiu Apostol, preotul Ilie Imbrescu) organizația de rezistență anticomunistă „Salvarea Neamului”. Pentru a-l constrânge să se predea, comuniștii l-au arestat pe fiul său, Iancu Robu, în vârsta de 17 ani și l-au ținut închis o lună. Nichifor Robu și Istrate Micescu au fost trădați de Sorin Coroamă.
Nichifor Robu a fost arestat la 15 martie 1948 și anchetat în Ministerul de Interne, fiind condamnat prin sentința nr. 1025/1 iulie 1948 la 20 ani muncă silnică pentru crima de complot în scop de răzvrătire și crima de organizare și participare la formațiuni politice de tip fascist. Aceeași pedeapsă a primit-o și profesorul Micescu. Sentința a fost pronunțată de un complet de judecată format din col. Mihail Vasilescu, lt. col. Mihai Boeru, lt. col. Dumitru Constantinescu, mr. Aron Godină, cpt. Traian Grozea și maior-procuror Mihai Ștefănescu.
După arestarea sa, comuniștii i-au arestat mai mulți membri ai familiei pe care i-au acuzat că au desfășurat activitate în organizația „Salvarea Neamului”. Au fost arestați soția sa, sora sa, o fiică și fiu. 
- Trandafira Robu (n. 1908) era soția lui Nichifor Robu. A fost deținută timp de trei luni, fiind eliberată după ce a făcut greva foamei.
- Maria Robu (n. 1928) era studentă la Facultatea de Litere din București, a fost arestată pe 25 martie 1948 și achitată prin sentința dată în același proces în care a fost judecat și tatăl ei.
- Iancu Robu (1930-1989) era elev în clasa a VII-a de liceu. A fost arestat în perioadele iunie-iulie 1947 și 1948-1953.[5]

Înainte de eliberare a mai existat o tentativă de proces la Gherla, care a eșuat. A fost eliberat în urma grațierii din 1964, continuând să fie urmărit și hărțuit de organele Securității. A murit în 1977, fiind înmormântat în cimitirul din jurul Bisericii Înălțarea Sfintei Cruci din Volovăț.

## Imagini

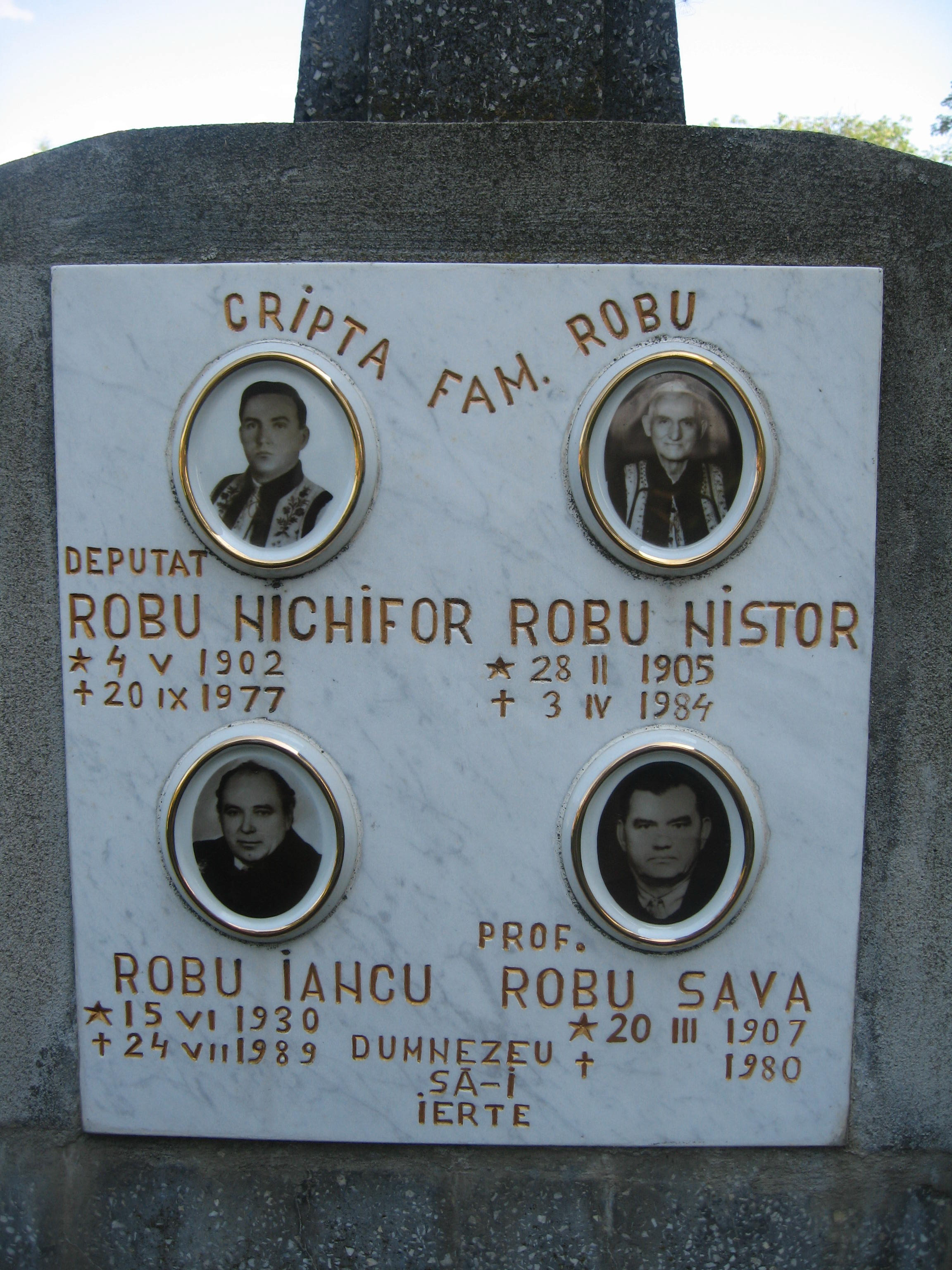
Placa de marmură de pe mormântul lui Nichifor Robu